# Piercia mononyssa
Piercia mononyssa är en fjärilsart som beskrevs av Louis Beethoven Prout 1926. Piercia mononyssa ingår i släktet Piercia och familjen mätare. Inga underarter finns listade i Catalogue of Life.